# Julieta Szönyi
Julieta Szönyi (ulterior Julieta Szönyi Ghiga; n. 13 mai 1949, Timișoara, România – d. 18 aprilie 2025) a fost o actriță română de film, radio, televiziune, scenă și voce.

## Biografie
Este fiica pictorului Ștefan Szönyi și sora artistei Anca Nicola. S-a mutat la București când avea 4 ani. A absolvit Institutul de Artă Teatrală și Cinematografică „Ion Luca Caragiale“ și a interpretat numeroase roluri pe scena teatrului din Pitești.
A debutat pe scena Teatrului din Baia Mare, apoi s-a transferat la Teatrul din Pitești. A jucat pe scena Teatrului „Ion Vasilescu" din București, unde a colaborat cu regizorii Alexandru Tocilescu și Sorana Coroamă Stanca.
Rolurile sale cele mai cunoscute din film și televiziune sunt cel al Otiliei din filmul Felix și Otilia (1972, după romanul Enigma Otiliei al lui George Călinescu) și cel al Adnanei din filmul serial Toate pînzele sus (1976, realizat după romanul Toate pînzele sus! al scriitorului Radu Tudoran).
În 1990 a plecat în Germania, dar a revenit în țară după scurt timp.
Din anul 1990 a evoluat pe scena Teatrului Mic din București până s-a pensionat. Aici a jucat în piesele Primăvara d-nei Stone la Roma de Tennessee Williams, Furtuna de William Shakespeare, Fetele din calendar de Tim Firth.
A revenit pe marile ecrane în producția românească La Gomera din 2019 (regia Corneliu Porumboiu).

## Filmografie
- 1971 Mirii anului II (Les Mariés de l'an II), regia Jean-Paul Rappeneau
- 1972 Felix și Otilia, regia Iulian Mihu
- 1977 Toate pînzele sus (serial TV), regia Mircea Mureșan - ep. 1, 4-6, 8-12
- 1978 Ecaterina Teodoroiu, regia Dinu Cocea
- 1979 Falansterul, regia Savel Știopul
- 1979 Ora zero, regia Nicolae Corjos
- 1981 Alo, aterizează străbunica!..., regia Nicolae Corjos
- 1981 Lumini și umbre (serial TV)
- 1983 Comoara, regia Iulian Mihu
- 1984 Mitică Popescu, regia Manole Marcus
- 1989 Cei care plătesc cu viața, regia Șerban Marinescu
- 2019 La Gomera, regia Corneliu Porumboiu
- 2020  Est-Dittatura last minute, regia Antonio Pisu

## Distincții
A fost nominalizată la Premiile GOPO pentru cea mai bună actriță în rol secundar pentru interpretarea rolului din La Gomera, și a obținut premiul pentru cea mai bună interpretare în rol secundar la Gala Premiilor UCIN pentru filmele realizate în 2019.